# Verkmått
Verkmått (tyska Werkmass) är ett äldre måttsystem för längd, areal och volym, som grundar sig på enheter som aln, fot och tum. Verkmåtten är ett  duodecimalt måttsystem, det vill säga det har 12 som bas. Det går till exempel 12 tum på en fot och 12 linjer på en tum.
Förledet verk- anger att detta är mått som användes vid byggnadsarbeten av timmermän och murare (tyska Werkleute, arbetsfolk), besläktat med ord som byggnadsverk och verkmästare. Olika verkmått kunde i äldre tider gälla vid olika byggnader och trakter. De kunde också skilja sig från de mått som användes av lantmätare och för handel. I Sverige skilde man på 1700-talet mellan verkmått och lantmätarmått, som även kallades geometriska mått (geometri = jordmätning = lantmäteri). Även om de använde lika långa fot, utgick verkmåtten från alnen och en duodecimal indelning medan lantmätarmåtten utgick från foten och använde en decimal indelning (1 rev = 10 stänger = 100 fot).
I Sverige reglerades verkmåtten av en kunglig förordning av år 1739 som förnyades 1855. Det ersattes av decimalsystemet och båda dessa måttsystem har senare ersatts av Internationella måttenhetssystemet (SI).
De svenska verkmåttens längdenheter (enl. 1739 års förordning):
```
                1 
verklinje
   =  2,0618125 mm
12 verklinjer = 1 
verktum
     = 24,74175 mm
 6 verktum    = 1 
kvarter
     = 14,84505 cm
 2 kvarter    = 1 
fot
         = 29,6901 cm
 2 fot        = 1 
aln
         =  0,593802 m
 3 alnar      = 1 
famn
        =  1,781406 m
```

Observera att dessa fot- och tummått inte överensstämmer med de idag ofta använda engelska måttenheterna engelsk fot (30,48 cm) och engelsk tum (exakt 2,54 cm).
När man mäter med en svensk tumstock måste man se upp, då sådana kan förekomma med olika gradering:
- Är den intill 0-änden märkt med ordet VERKTUM avses svenska tum (24,742 mm)

- Är den intill 0-änden märkt med ordet LONDON avses "engelska tum" (25,4 mm). De tum som på brädgårdar, trots infört metersystem, länge användes för att beteckna virkesdimensioner avsåg alltid engelska tum. Vid slutet av 1900-talet blev metersystemet genomfört även för virkesdimensioner. För pietetsfull renovering av K-märkta byggnader kan man tills vidare på beställning få virket sågat och hyvlat enligt det engelska tum-systemet, men då mot pristillägg.